# Mingorrubio
Mingorrubio es un núcleo de población español perteneciente al municipio de Madrid, en la Comunidad de Madrid. Administrativamente se sitúa dentro del barrio de El Pardo, en el distrito de Fuencarral-El Pardo. Su nombre proviene del arroyo de Mingorrubio, que cruzaba el terreno que ocupa la colonia hoy en día. Está situado en pleno Monte de El Pardo rodeado de un extenso bosque mediterráneo.

## Historia
La colonia de Mingorrubio fue construida a lo largo de la década de 1960 por el arquitecto Diego Méndez González en terrenos del monte de El Pardo (propiedad del Patrimonio Nacional) con el fin de albergar a los militares pertenecientes a la escolta (actualmente Guardia Real) de Francisco Franco, que residía en el Palacio Real adjunto. 
Hoy en día está habitada por antiguos residentes, y en los últimos años, se está renovando con población joven que ha decidido vivir en un entorno natural en los alrededores de la ciudad.
El 24 de octubre de 2019, el cementerio se convirtió en el nuevo lugar de enterramiento de los restos del dictador Francisco Franco, tras haber sido exhumado del Valle de los Caídos.

## Descripción

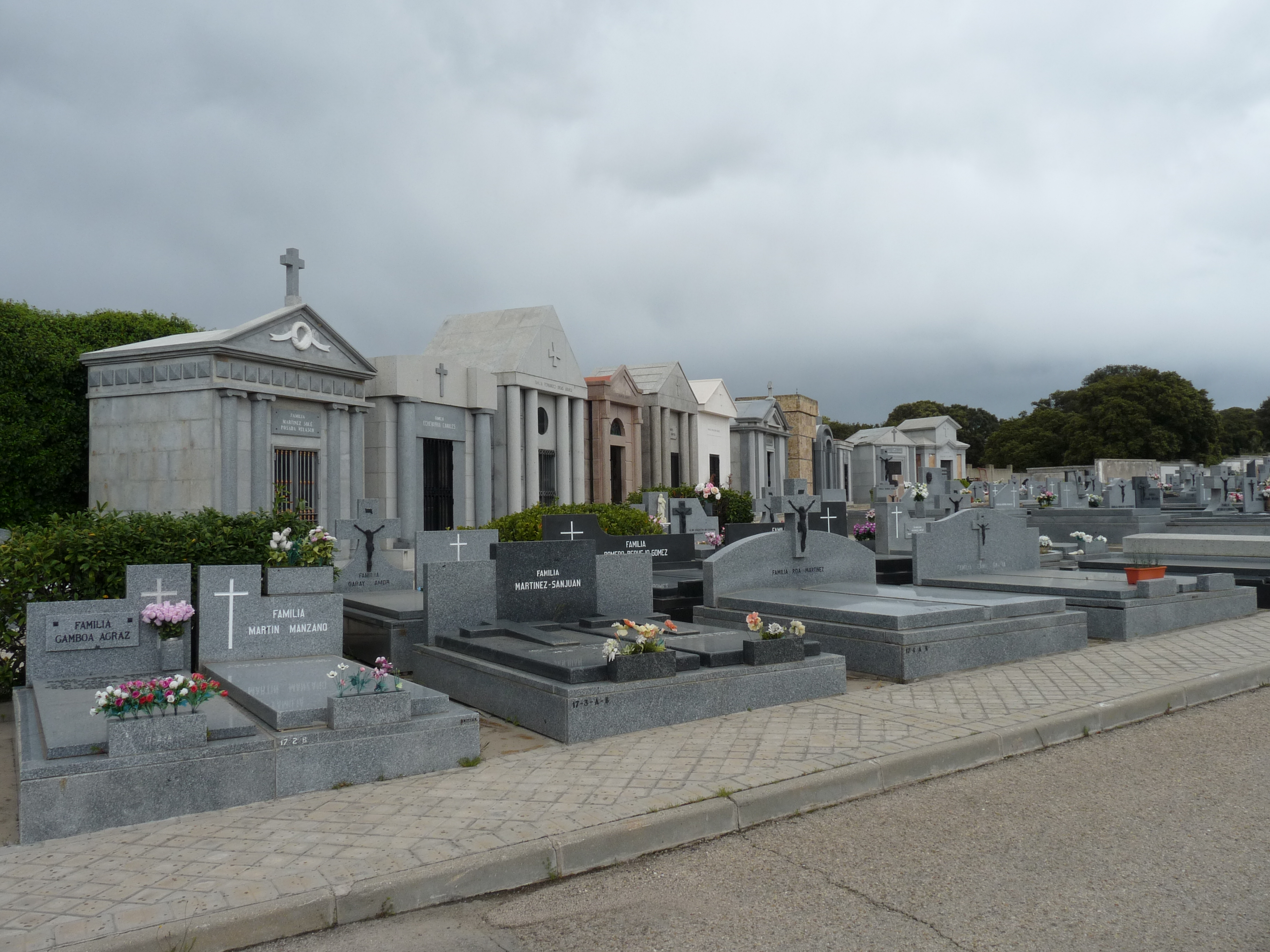
Cementerio de Mingorrubio

Mingorrubio está localizado sobre las terrazas del Manzanares, una importante área arqueológica, en el centro exacto del monte de El Pardo, reserva natural de primer orden y antiguo coto de caza real reservado a los reyes de España.
Mingorrubio es un área residencial con escasa actividad económica, salvo los cuarteles aledaños de la Guardia Real y Guardia Civil, el CEHIPAR y algunos restaurantes especialmente dedicados a los visitantes de fin de semana. La arquitectura de la colonia es muy regular y está inspirada en el Palacio de El Pardo y las construcciones serranas madrileñas, con un estilo militar semejante al del Cuartel General del Ejército del Aire (también en su época Ministerio del Aire) del distrito de Moncloa-Aravaca.
Es un popular destino de visita por parte de los habitantes de Madrid, debido al bosque circundante, su situación junto al Manzanares, la existencia de instalaciones deportivas cercanas y el cementerio de Mingorrubio. El patrón del pueblo es San Juan, cuya fiesta se celebra en la semana del 24 de junio.